# Josephine Bode

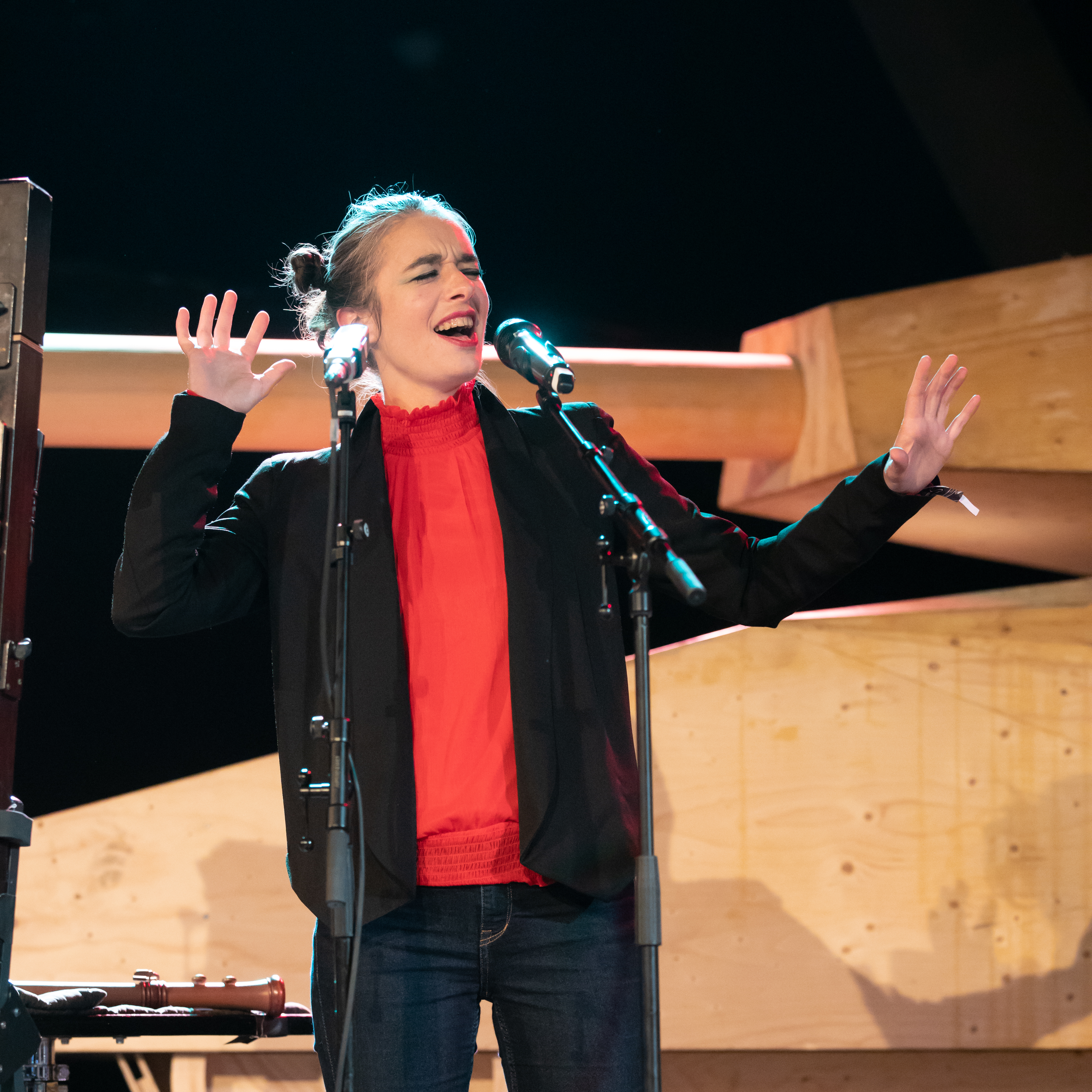
Josephine Bode beim Moers Festival 2019

Kim-Josephine Bode (* 1982 in Oldenburg) ist eine deutsche Musikerin (Blockflöten, Kaval, EWI), die sowohl im Bereich der Alten als auch der Neuen Musik und der Improvisationsmusik auftritt.

## Leben und Wirken
Bode wuchs in Münster auf, wo sie Blockflöten-Unterricht bei Gudula Rose an der Westfälischen Schule für Musik, aber auch Klavier- und Cembalo-Unterricht und 2002 die allgemeine Hochschulreife erhielt. Sie studierte Blockflöte bei Paul Leenhouts am Sweelinck Conservatorium Amsterdam. Dann studierte sie im Master-Studiengang This Is Musictheatre Education am Koninklijk Conservatorium Den Haag.
Seit 2004 gilt ihr Interesse verstärkt der Improvisation und der Weltmusik sowie Neuer Musik mit Performance. Im Duo SurhaXn lotete sie gemeinsam mit dem Pianisten Franz von Chossy die Grenzen zwischen Jazz und Neuer Musik aus. Sie ist Mitglied des Blockflötentrios aXolot, der Art-Rock-Band Jerboah und dem interdisziplinären Rutger Muller Ensemble („Avantgarde Ambient Techno“ mit „Real Time Visuals“). Hinzu kommen interdisziplinäre Musiktheater- und Tanzprojekte. Mit dem Burma Bebop Projekt um Jan Klare stellte sie sich 2017 beim moers festival vor. 

## Preise und Auszeichnungen
Bei dem Wettbewerb Jugend musiziert hat sie mehrere erste Preise auf Bundesebene gewonnen, sowohl in Solo- als Kammermusikwertungen. Weiterhin hat sie erfolgreich an internationalen Wettbewerben teilgenommen, wie Sonbu in Utrecht (1. Preis und Sonderpreise) und den Internationalen Blockflötentagen Engelskirchen (1. Preis). 2018 wurde sie Improviser in Residence in Moers.